# 1330
سنة 1330 كانت سنة بسيطة تبدأ يوم الإثنين (الرابط يظهر نموذج التقويم الكامل للسنة) من التقويم اليولياني.

## مواليد
- آق شمس الدين

## وفيات
- روجر مورتيمر.
- عبد الرزاق الكاشاني.
- نجم الدين محمود الشيرازي.
- إسماعيل (خبير منجنيق).